# Okręg Lisieux
Okręg Lisieux (fr. Arrondissement de Lisieux) – okręg w północnej Francji. Populacja wynosi 147 tysięcy.

## Podział administracyjny
W skład okręgu wchodzą następujące kantony:
- Blangy-le-Château,
- Cambremer,
- Dozulé,
- Honfleur,
- Lisieux-1,
- Lisieux-2,
- Lisieux-3,
- Livarot,
- Mézidon-Canon,
- Orbec,
- Pont-l'Évêque,
- Saint-Pierre-sur-Dives,
- Trouville-sur-Mer.